# Дворак, Чарльз
Чарльз Эдвард Дворак (англ. Charles Edward Dvorak; 27 ноября 1878, Чикаго — 18 декабря 1969, Сиэтл) — американский легкоатлет, чемпион летних Олимпийских игр 1904 в прыжках с шестом.
Учился в Мичиганском университете и был членом его легкоатлетической команды, выигравшей в 1900 году чемпионат Западной конференции. Наряду с тремя другими атлетами из этого университета был отобран для участия в летних Олимпийских играх 1900 в Париже. Однако организаторы Игр перенесли турнир шестовиков с субботы (14 июля) на воскресенье (15 июля), что побудило Дворака как очень религиозного человека отказаться от участия в Олимпиаде.
В 1901 и 1903 гг. становился чемпионом США. На Играх 1904 в Сент-Луисе Дворак, установив новый олимпийский рекорд, равный 3,50 м, выиграл золотую медаль и опередил ближайших конкурентов на 15 сантиметров. Первым среди прыгунов мирового класса стал использовать бамбуковый шест.